# Japigia (Bari)
Japigia è un quartiere di Bari situato alla sua periferia sud-orientale. Fa parte del I municipio dal 2014 e in precedenza della V circoscrizione.

## Storia
Il nome deriva da viale Japigia, il principale asse viario del primo nucleo abitativo del quartiere, edificato negli anni 1940 del XX secolo. A sua volta, la strada è intitolata all'antica denominazione dell'area, corrispondente a quasi tutta la Puglia attuale, che dal II millennio e sino al IV secolo avanti Cristo fu abitata dai Iapigi, una popolazione indoeuropea di probabile origine illirica: il nome venne dato dai Greci, che lo mettevano in relazione con Iapige, figlio di Dedalo e primo fondatore della città di Bari.
Nella seconda metà del XX secolo, in concomitanza con l'espansione urbanistica di Bari, il quartiere è stato interessato da un intenso processo edificatorio, che ha via via portato ad un'espansione del nucleo originario in direzione sud. Già nel 1952, solo sette anni dopo la fine del conflitto, erano stati costruiti alloggi per un valore di oltre 2 miliardi di lire, mentre altri edifici per oltre 1 miliardo erano in costruzione, e si pianificava la realizzazione di ulteriori abitazioni per più di 3 miliardi. Complessivamente, l’intervento superò i 6 miliardi e 800 milioni di lire, una cifra notevole per l’epoca.

## Geografia fisica
Il quartiere, di vaste dimensioni, è situato a circa 1 km a sud-est del centro e confina:
- a nord con i quartieri Madonnella, San Pasquale e Mungivacca;
- a est con il quartiere Carbonara di Bari;
- a sud con i quartieri San Giorgio e Sant'Anna.

## Aspetti generali
Il quartiere ospita la gran parte della popolazione del Municipio 1 ed è costituito da zone molto differenti fra loro e fisicamente separate:
- La zona più antica, vicina al centro, costruita dagli anni quaranta attorno a viale Japigia denominata "Japigia /Zona Vecchia"
- La zona residenziale ad alta densità, costruita a partire dagli anni sessanta formata esclusivamente da palazzi di edilizia popolare disposte nelle vicinanze del Palaflorio e Polivalente, dette "Japigia45/Zona 45";
- Le zone residenziali, costituite principalmente da ville e palazzi moderni, posti nelle porzioni più a sud, esclusivamente a composizione privata.

Nel recente processo edificatorio e di riqualificazione portato avanti dalle ultime amministrazioni cittadine, Japigia ha assunto una connotazione di quartiere diversa da quella di un tempo. Con la realizzazione di nuove piste ciclabili (a partire da Via Gentile, Viale Japigia, Via Magna Grecia, passando da Via Caldarola sin da quelle presenti al polo studentesco al confine con la Tangenziale di Bari), di aumenti di spazi verdi (realizzazione di giardini e playground) e con la riqualificazione del quartiere costituito da case popolari, il quartiere negli ultimi anni ha ritrovato un'identità non più strettamente connessa a quella di periferia. Inoltre i recenti lavori di spostamento del fascio dei binari in corso di realizzazione (2019-2025) permetterà al quartiere di ricongiungersi al mare creando nuove viabilità stradali (sottopassi in realizzazione tra Viale Einaudi/Amendola e via Cav. Vittorio Veneto, nuovo ponte Padre Pio).

## Servizi
Dal punto di vista dei trasporti il quartiere è servito da ben tre svincoli della tangenziale di Bari SS16: il 15 (Bari - Via Gentile), il 14A (Bari - Via Caldarola) ed il 14B (Bari - Via La Pira).
Per quel che riguarda il trasporto ferroviario Japigia è servita da linea nazionale con fermate nei pressi di Punta Perotti (Bari Parco Sud), Marconi (al confine con il quartiere di Madonnella) e Torre Quetta/Regione Puglia.
Gli esercizi commerciali sono concentrati lungo le arterie principali (viale Japigia, via Gentile, via Caldarola e via Magna Grecia) e all'interno del centro commerciale del quartiere.
Sul territorio sono presenti inoltre:
- Sede della Regione Puglia in via Gentile
- Sede circoscrizionale in via Archimede
- Distaccamento ASL e Guardia Medica
- Il Palaflorio, o "Palazzetto dello Sport", che ospita concerti, spettacoli teatrali ed eventi sportivi di pallavolo e basket
- Il Sacrario dei Caduti d'Oltremare 1940-1945, custodisce le spoglie di oltre 70.000 caduti italiani in terra straniera durante la Seconda guerra mondiale, nonché museo storico bellico. È sede di numerose commemorazioni storiche e militari, ospitando ogni anno il Presidente della Repubblica
- Comando centrale della Polizia Municipale di Bari

## Parchi
- Il Parco urbano "Ecopoli" (ex collinetta dei rifiuti), che negli anni 1960-70 era discarica a cielo aperto del quartiere, poi bonificata negli anni 70 mediante ricoprimento di terra, adibita a zona verde aperta al pubblico negli anni 90
- Parco di Via Suglia / Via Troisi, al suo interno un campetto da calcio e giostrine per bambini
- Pineta di Via Suglia, al suo interno un campo da basket
- Parco Gentile, situato nei pressi dell'omonima strada
- Parco Punta Perotti, nato a seguito dell'abbattimento di un complesso immobiliare. Al suo interno un campetto da basket.